# Luisa Stefani
Luisa Veras Stefani (ur. 9 sierpnia 1997 w São Paulo) – brazylijska tenisistka, zwyciężczyni Australian Open 2023 w grze mieszanej, brązowa medalistka igrzysk olimpijskich z Tokio (2020) w grze podwójnej, reprezentantka kraju w Pucharze Billie Jean King.

## Kariera tenisowa
20 maja 2019 zajmowała najwyższe miejsce w rankingu singlowym WTA Tour – 431. pozycję, natomiast 1 listopada 2021 osiągnęła najwyższą lokatę w deblu – 9. miejsce.
W zawodach cyklu WTA Tour Brazylijka wygrała osiem turniejów w grze podwójnej z szesnastu rozegranych finałów. Triumfowała też w trzech deblowych turniejach cyklu WTA 125 z czterech rozegranych finałów. Na swoim koncie ma wygranych piętnaście turniejów deblowych rangi ITF.
W 2017 roku po raz pierwszy reprezentowała kraj w zmaganiach o Puchar Federacji.
W 2019 roku na igrzyskach panamerykańskich wywalczyła brązowy medal w grze podwójnej.
Wspólnie z Laurą Pigossi zdobyła brązowy medal igrzysk olimpijskich w Tokio (2020) w deblu. Mecz o udział w finale przegrały z parą Belinda Bencic–Viktorija Golubic, natomiast pojedynek o medal brązowy wygrały 4:6, 6:4, 11–9 z Wieroniką Kudiermietową i Jeleną Wiesniną.
W styczniu 2023 roku odniosła zwycięstwo w mikście podczas Australian Open, partnerując Rafaelowi Matosowi, z którym w finale pokonała parę Sania Mirza–Rohan Bopanna 7:6(2), 6:2.

## Historia występów wielkoszlemowych
Legenda
     W, wygrany turniej
     F, przegrana w finale
     SF, przegrana w półfinale
     QF, przegrana w ćwierćfinale
     xR, przegrana w x rundzie
     Qx, przegrana w x rundzie kwalifikacji
     A, brak startu
     NH, turniej nie odbył się

### Występy w grze pojedynczej
Luisa Stefani nigdy nie startowała w rozgrywkach gry pojedynczej podczas turniejów wielkoszlemowych.
| Sezon                  | 2013 | 2014 | 2015 | 2016 | 2017 | 2018 | 2019 | 2020 | 2021 |
| ---------------------- | ---- | ---- | ---- | ---- | ---- | ---- | ---- | ---- | ---- |
| Ranking na koniec roku | 1053 | –    | 1060 | 692  | 567  | 753  | 540  | 727  | 864  |

### Występy w grze podwójnej
| Australian Open        | A   | A | A    | A   | A   | A   | A  | 3R | 3R | A  | A  | QF | 2R | 0 / 4  | 8 – 4   |  |  |  |  |  |  |  |  |  |  |  |  |  |
| French Open            | A   | A | A    | A   | A   | A   | 1R | 3R | A  | A  | 3R | A  |    | 0 / 3  | 4 – 3   |  |  |  |  |  |  |  |  |  |  |  |  |  |
| Wimbledon              | A   | A | A    | A   | A   | A   | A  | NH | 1R | A  | QF | 1R |    | 0 / 3  | 3 – 3   |  |  |  |  |  |  |  |  |  |  |  |  |  |
| US Open                | A   | A | A    | A   | A   | A   | A  | QF | SF | A  | SF | QF |    | 0 / 4  | 13 – 4  |  |  |  |  |  |  |  |  |  |  |  |  |  |
|                        |     |   |      |     |     |     |    |    |    |    |    |    |    |        |         |  |  |  |  |  |  |  |  |  |  |  |  |  |
| Ranking na koniec roku | 845 | – | 1136 | 322 | 217 | 215 | 75 | 33 | 10 | 55 | 18 | 28 |    | 0 / 14 | 28 – 14 |  |  |  |  |  |  |  |  |  |  |  |  |  |

### Występy w grze mieszanej
| Australian Open | A | A | A | A | A | A | A | A  | 2R | A | W  | 1R | A | 1 / 3  | 6 – 2 |  |  |  |  |  |  |  |  |  |  |  |  |  |
| French Open     | A | A | A | A | A | A | A | NH | A  | A | QF | A  |   | 0 / 1  | 2 – 1 |  |  |  |  |  |  |  |  |  |  |  |  |  |
| Wimbledon       | A | A | A | A | A | A | A | NH | 2R | A | 1R | 1R |   | 0 / 3  | 1 – 3 |  |  |  |  |  |  |  |  |  |  |  |  |  |
| US Open         | A | A | A | A | A | A | A | NH | 1R | A | 1R | 1R |   | 0 / 3  | 0 – 3 |  |  |  |  |  |  |  |  |  |  |  |  |  |
|                 |   |   |   |   |   |   |   |    |    |   |    |    |   |        |       |  |  |  |  |  |  |  |  |  |  |  |  |  |
|                 |   |   |   |   |   |   |   |    |    |   |    |    |   | 1 / 10 | 9 – 9 |  |  |  |  |  |  |  |  |  |  |  |  |  |

## Finały turniejów WTA
| Legenda                     | Legenda |
| --------------------------- | ------- |
| Wielki Szlem                |         |
| Igrzyska olimpijskie        |         |
| WTA Tour Championships      |         |
| 2009 – 2020                 |         |
| WTA Premier Mandatory       |         |
| WTA Premier 5               |         |
| WTA Premier                 |         |
| WTA International Series    |         |
| WTA 125K series (2012–2020) |         |
| od 2021                     |         |
| WTA 1000 (obowiązkowe)      |         |
| WTA 1000 (nieobowiązkowe)   |         |
| WTA 500                     |         |
| WTA 250                     |         |
| WTA 125                     |         |

### Gra podwójna 19 (11–8)
| Końcowy wynik | Nr  | Data                 | Turniej     | Nawierzchnia  | Partnerka          | Przeciwniczki                            | Wynik finału         |
| ------------- | --- | -------------------- | ----------- | ------------- | ------------------ | ---------------------------------------- | -------------------- |
| Finalistka    | 1.  | 22 września 2019     | Seul        | Twarda        | Hayley Carter      | Lara Arruabarrena Tatjana Maria          | 6:7(7), 6:3, 7–10    |
| Zwyciężczyni  | 1.  | 28 września 2019     | Taszkent    | Twarda        | Hayley Carter      | Dalila Jakupović Sabrina Santamaria      | 6:3, 7:6(4)          |
| Zwyciężczyni  | 2.  | 16 sierpnia 2020     | Lexington   | Twarda        | Hayley Carter      | Marie Bouzková Jil Teichmann             | 6:1, 7:5             |
| Finalistka    | 2.  | 26 września 2020     | Strasburg   | Ceglana       | Hayley Carter      | Nicole Melichar Demi Schuurs             | 4:6, 3:6             |
| Finalistka    | 3.  | 25 października 2020 | Ostrawa     | Twarda (hala) | Gabriela Dabrowski | Elise Mertens Aryna Sabalenka            | 1:6, 3:6             |
| Finalistka    | 4.  | 13 stycznia 2021     | Abu Zabi    | Twarda        | Hayley Carter      | Shūko Aoyama Ena Shibahara               | 6:7(5), 4:6          |
| Finalistka    | 5.  | 27 lutego 2021       | Adelaide    | Twarda        | Hayley Carter      | Alexa Guarachi Desirae Krawczyk          | 7:6(4), 4:6, 3–10    |
| Finalistka    | 6.  | 4 kwietnia 2021      | Miami       | Twarda        | Hayley Carter      | Shūko Aoyama Ena Shibahara               | 2:6, 5:7             |
| Finalistka    | 7.  | 8 sierpnia 2021      | San Jose    | Twarda        | Gabriela Dabrowski | Darija Jurak Andreja Klepač              | 1:6, 5:7             |
| Zwyciężczyni  | 3.  | 15 sierpnia 2021     | Montreal    | Twarda        | Gabriela Dabrowski | Darija Jurak Andreja Klepač              | 6:3, 6:4             |
| Finalistka    | 8.  | 21 sierpnia 2021     | Cincinnati  | Twarda        | Gabriela Dabrowski | Samantha Stosur Zhang Shuai              | 5:7, 3:6             |
| Zwyciężczyni  | 4.  | 18 września 2022     | Ćennaj      | Twarda        | Gabriela Dabrowski | Anna Blinkowa Nateła Dzałamidze          | 6:1, 6:2             |
| Zwyciężczyni  | 5.  | 23 października 2022 | Guadalajara | Twarda        | Storm Sanders      | Anna Danilina Beatriz Haddad Maia        | 7:6(4), 6:7(2), 10–8 |
| Zwyciężczyni  | 6.  | 14 stycznia 2023     | Adelaide    | Twarda        | Taylor Townsend    | Anastasija Pawluczenkowa Jelena Rybakina | 7:5, 7:6(3)          |
| Zwyciężczyni  | 7.  | 12 lutego 2023       | Abu Zabi    | Twarda        | Zhang Shuai        | Shūko Aoyama Chan Hao-ching              | 3:6, 6:2, 10–8       |
| Zwyciężczyni  | 8.  | 25 czerwca 2023      | Berlin      | Trawiasta     | Caroline Garcia    | Kateřina Siniaková Markéta Vondroušová   | 4:6, 7:6(8), 10–4    |
| Zwyciężczyni  | 9.  | 17 lutego 2024       | Doha        | Twarda        | Demi Schuurs       | Caroline Dolehide Desirae Krawczyk       | 6:4, 6:2             |
| Zwyciężczyni  | 10. | 2 lutego 2025        | Linz        | Twarda (hala) | Tímea Babos        | Ludmyła Kiczenok Nadija Kiczenok         | 3:6, 7:5, 10–4       |
| Zwyciężczyni  | 11. | 24 maja 2025         | Strasburg   | Ceglana       | Tímea Babos        | Guo Hanyu Nicole Melichar-Martinez       | 6:3, 6:7(4), 10–7    |

### Gra mieszana 1 (1–0)
| Końcowy wynik | Nr | Data             | Turniej         | Nawierzchnia | Partner      | Przeciwnicy               | Wynik finału |
| ------------- | -- | ---------------- | --------------- | ------------ | ------------ | ------------------------- | ------------ |
| Zwyciężczyni  | 1. | 27 stycznia 2023 | Australian Open | Twarda       | Rafael Matos | Sania Mirza Rohan Bopanna | 7:6(2), 6:2  |

## Finały turniejów WTA 125

### Gra podwójna 4 (3–1)
| Końcowy wynik | Nr | Data              | Turniej       | Nawierzchnia | Partnerka              | Przeciwniczki                        | Wynik finału      |
| ------------- | -- | ----------------- | ------------- | ------------ | ---------------------- | ------------------------------------ | ----------------- |
| Zwyciężczyni  | 1. | 16 listopada 2019 | Houston       | Twarda       | Ellen Perez            | Sharon Fichman Ena Shibahara         | 1:6, 6:4, 10–5    |
| Zwyciężczyni  | 2. | 1 lutego 2020     | Newport Beach | Twarda       | Hayley Carter          | Jessika Ponchet Marie Benoît         | 6:1, 6:3          |
| Finalistka    | 1. | 9 maja 2021       | Saint-Malo    | Ceglana      | Hayley Carter          | Kaitlyn Christian Sabrina Santamaria | 6:7(4), 6:4, 5–10 |
| Zwyciężczyni  | 3. | 26 listopada 2022 | Montevideo    | Ceglana      | Ingrid Gamarra Martins | Quinn Gleason Elixane Lechemia       | 7:5, 6:7(6), 10–6 |

## Występy w Turnieju Mistrzyń

### W grze podwójnej
| Rok  | Rezultat              | Partnerka          | Przeciwniczki                           | Wynik                                   |
| 2021 | wycofanie             | Gabriela Dabrowski | nie wystąpiły z powodu kontuzji Stefani | nie wystąpiły z powodu kontuzji Stefani |
| 2024 | Zawodniczki rezerwowe | Demi Schuurs       | nie wystąpiły                           | nie wystąpiły                           |

## Finały turniejów ITF
| turnieje z pulą nagród 100 000 $   |
| turnieje z pulą nagród 80 000 $    |
| turnieje z pulą nagród 50/60 000 $ |
| turnieje z pulą nagród 40 000 $    |
| turnieje z pulą nagród 25 000 $    |
| turnieje z pulą nagród 15 000 $    |
| turnieje z pulą nagród 10 000 $    |

### Gra podwójna 22 (15–7)
| Rezultat     |     | Data       | Turniej              | ($)     | Naw.      | Partnerka                | Przeciwniczki                             | Wynik                |
| Finalistka   | 1.  | 03/08/2013 | São Paulo            | 10 000  | Ceglana   | Nathalia Rossi           | Laura Pigossi Carolina Zeballos           | 3:6, 4:6             |
| Finalistka   | 2.  | 30/07/2016 | Campos do Jordão     | 25 000  | Twarda    | Maria Fernanda Alves     | Ingrid Gamarra Martins Laura Pigossi      | 3:6, 6:3, 8–10       |
| Zwyciężczyni | 1.  | 17/09/2016 | Atlanta              | 50 000  | Twarda    | Ingrid Neel              | Alexandra Stevenson Taylor Townsend       | 4:6, 6:4, 10–5       |
| Finalistka   | 3.  | 17/06/2017 | Sumter               | 25 000  | Twarda    | Ellen Perez              | Kaitlyn Christian Giuliana Olmos          | 2:6, 6:3, 7–10       |
| Zwyciężczyni | 2.  | 24/06/2017 | Baton Rouge          | 25 000  | Twarda    | Ellen Perez              | Francesca Di Lorenzo Julia Elbaba         | 6:3, 6:4             |
| Finalistka   | 4.  | 02/07/2017 | Auburn               | 25 000  | Twarda    | Ellen Perez              | Emina Bektas Alexa Guarachi               | 6:4, 4:6, 5–10       |
| Zwyciężczyni | 3.  | 14/07/2017 | Knokke               | 15 000  | Ceglana   | Quinn Gleason            | Leonie Küng Axana Mareen                  | 6:4, 7:5             |
| Zwyciężczyni | 4.  | 23/07/2017 | Bruksela             | 15 000  | Ceglana   | Quinn Gleason            | Priscilla Heise Deborah Kerfs             | 6:3, 6:2             |
| Zwyciężczyni | 5.  | 06/08/2017 | El Espinar           | 25 000  | Twarda    | Quinn Gleason            | Ayla Aksu Bibiane Schoofs                 | 6:3, 6:2             |
| Zwyciężczyni | 6.  | 13/10/2017 | Sewilla              | 25 000  | Ceglana   | Renata Zarazúa           | Estrella Cabeza Candela Andrea Gámiz      | 7:6(2), 7:6(3)       |
| Zwyciężczyni | 7.  | 03/11/2017 | San Cugat            | 25 000  | Ceglana   | Renata Zarazúa           | Olga Danilović Guiomar Maristany          | 6:1, 6:4             |
| Zwyciężczyni | 8.  | 01/12/2017 | Castelló de la Plana | 15 000  | Ceglana   | Yvonne Cavallé Reimers   | Ren Jiaqi Wang Xiyu                       | 6:3, 6:1             |
| Zwyciężczyni | 9.  | 16/06/2018 | Sumter               | 25 000  | Twarda    | Astra Sharma             | Julia Elbaba Xu Shilin                    | 2:6, 6:3, 10–5       |
| Finalistka   | 5.  | 29/09/2018 | Templeton            | 60 000  | Twarda    | Quinn Gleason            | Asia Muhammad Maria Sanchez               | 7:6(4), 2:6, 8–10    |
| Finalistka   | 6.  | 06/10/2018 | Stockton             | 60 000  | Twarda    | Quinn Gleason            | Hayley Carter Ena Shibahara               | 5:7, 7:5, 7–10       |
| Zwyciężczyni | 10. | 11/11/2018 | Colina               | 60 000  | Ceglana   | Quinn Gleason            | Barbara Gatica Rebeca Pereira             | 6:0, 4:6, 10–7       |
| Zwyciężczyni | 11. | 20/01/2019 | Petit-Bourg          | 25 000  | Twarda    | Quinn Gleason            | Vladica Babić Rosalie van der Hoek        | 7:5, 6:4             |
| Zwyciężczyni | 12. | 16/03/2019 | São Paulo            | 25 000  | Ceglana   | Paula Cristina Gonçalves | Martina Di Giuseppe Thaisa Grana Pedretti | 6:7(4), 6:0, 10–8    |
| Zwyciężczyni | 13. | 23/03/2019 | Kurytyba             | 25 000  | Ceglana   | Paula Cristina Gonçalves | Ekaterine Gorgodze Daniela Seguel         | 6:7(3), 7:6(0), 10–2 |
| Finalistka   | 7.  | 11/05/2019 | Cagnes-sur-Mer       | 80 000  | Ceglana   | Beatriz Haddad Maia      | Anna Blinkowa Xenia Knoll                 | 6:4, 2:6, 12–14      |
| Zwyciężczyni | 14. | 23/06/2019 | Ilkley               | 100 000 | Trawiasta | Beatriz Haddad Maia      | Ellen Perez Arina Rodionowa               | 6:4, 6:7(5), 10–4    |
| Zwyciężczyni | 15. | 09/11/2019 | Colina               | 60 000  | Ceglana   | Hayley Carter            | Anna Danilina Conny Perrin                | 5:7, 6:3, 10–6       |

## Występy w igrzyskach olimpijskich

### Gra podwójna
| Runda                                                                     | Partnerka               | Przeciwniczki                                                          | Wynik           |
| ------------------------------------------------------------------------- | ----------------------- | ---------------------------------------------------------------------- | --------------- |
|                                                                           |                         |                                                                        |                 |
| Letnie Igrzyska Olimpijskie w Tokio 2020, reprezentując państwo Brazylia  |                         |                                                                        |                 |
| I runda                                                                   | Laura Pigossi           | Kanada: Gabriela Dabrowski / Sharon Fichman [7]                        | 7:6(3), 6:4     |
| II runda                                                                  | Laura Pigossi           | Czechy: Karolína Plíšková / Markéta Vondroušová                        | 2:6, 6:4, 13–11 |
| Ćwierćfinał                                                               | Laura Pigossi           | Stany Zjednoczone: Bethanie Mattek-Sands / Jessica Pegula [4]          | 1:6, 6:3, 10–6  |
| Półfinał                                                                  | Laura Pigossi           | Szwajcaria: Belinda Bencic / Viktorija Golubic                         | 5:7, 3:6        |
| O brązowy medal                                                           | Laura Pigossi           | Rosyjski Komitet Olimpijski: Wieronika Kudiermietowa / Jelena Wiesnina | 4:6, 6:4, 11–9  |
|                                                                           |                         |                                                                        |                 |
| Letnie Igrzyska Olimpijskie w Paryżu 2024, reprezentując państwo Brazylia |                         |                                                                        |                 |
| I runda                                                                   | Beatriz Haddad Maia [6] | Chiny: Yuan Yue / Zhang Shuai [PR]                                     | 6:4, 6:4        |
| II runda                                                                  | Beatriz Haddad Maia [6] | Wielka Brytania: Katie Boulter / Heather Watson                        | 3:6, 4:6        |

### Gra mieszana
| Runda                                                                     | Partner                   | Przeciwnicy                             | Wynik          |
| ------------------------------------------------------------------------- | ------------------------- | --------------------------------------- | -------------- |
|                                                                           |                           |                                         |                |
| Letnie Igrzyska Olimpijskie w Tokio 2020, reprezentując państwo Brazylia  |                           |                                         |                |
| I runda                                                                   | Marcelo Melo              | Serbia: Nina Stojanović / Novak Đoković | 3:6, 4:6       |
|                                                                           |                           |                                         |                |
| Letnie Igrzyska Olimpijskie w Paryżu 2024, reprezentując państwo Brazylia |                           |                                         |                |
| I runda                                                                   | Thiago Seyboth Wild [Alt] | Chiny: Wang Xinyu / Zhang Zhizhen [Alt] | 6:3, 3:6, 8–10 |